# تلوکر
تلوکر (به انگلیسی: Tilloker) یک روستا در پاکستان است که در ناحیه خوشاب واقع شده‌است.